# Yicheng, Zhumadian
Yicheng är ett stadsdistrikt och säte för stadsfullmäktige i Zhumadian i Henan-provinsen i norra Kina.
Yicheng var tidigare ett eget härad och dess namn betyder "kurirstation" på kinesiska, vilket syftar på stadens tidigare roll i det gamla kejserliga kurirsystemet.